# Rokytnice (okres Zlín)
Obec Rokytnice (do roku 1923 Roketnice, německy Roketnitz) se nachází v okrese Zlín ve Zlínském kraji. Žije zde 579 obyvatel.

## Části obce
- Rokytnice
- Kochavec

## Historie
První písemná zmínka o obci pochází z roku 1503. V roce 1945 byla obec osvobozena Rumuny. V roce 1956 bylo založeno místní JZD. 
V roce 2000 se Rokytnice odtrhla od Slavičína a stala se samostatnou.

## Obyvatelstvo
| Rok            | 1869 | 1880 | 1890 | 1900 | 1910 | 1921 | 1930 | 1950 | 1961 | 1970 | 1980 | 1991 | 2001 | 2011 | 2021 |
| -------------- | ---- | ---- | ---- | ---- | ---- | ---- | ---- | ---- | ---- | ---- | ---- | ---- | ---- | ---- | ---- |
| Počet obyvatel | 417  | 449  | 449  | 493  | 554  | 557  | 667  | 612  | 675  | 794  | 723  | 603  | 591  | 550  | 553  |
| Počet domů     | 81   | 83   | 85   | 90   | 95   | 97   | 117  | 142  | 141  | 181  | 184  | 205  | 208  | 205  | 217  |

## Pamětihodnosti
- Kříž

## Fotogalerie

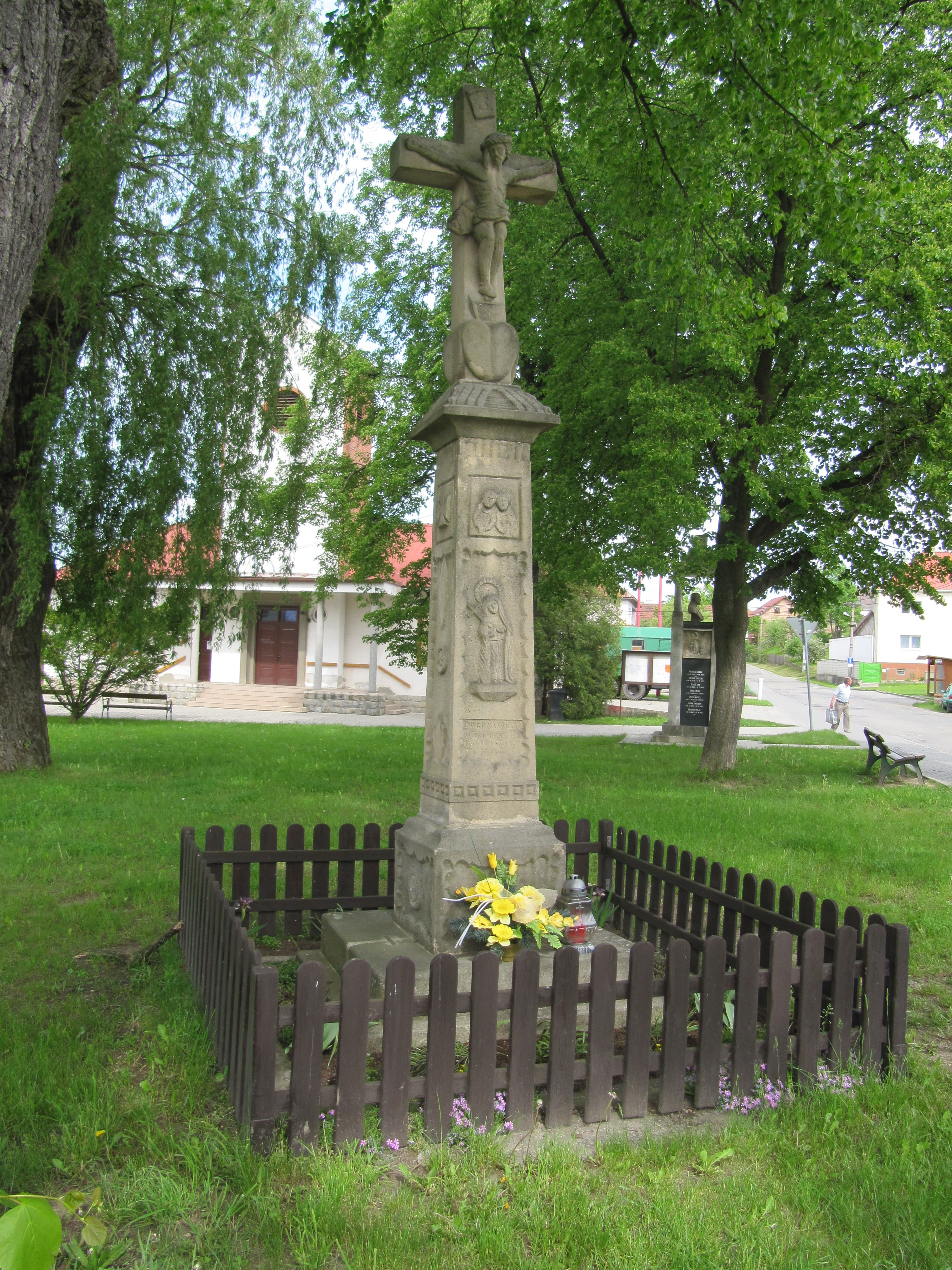
Památkově chráněný kříž
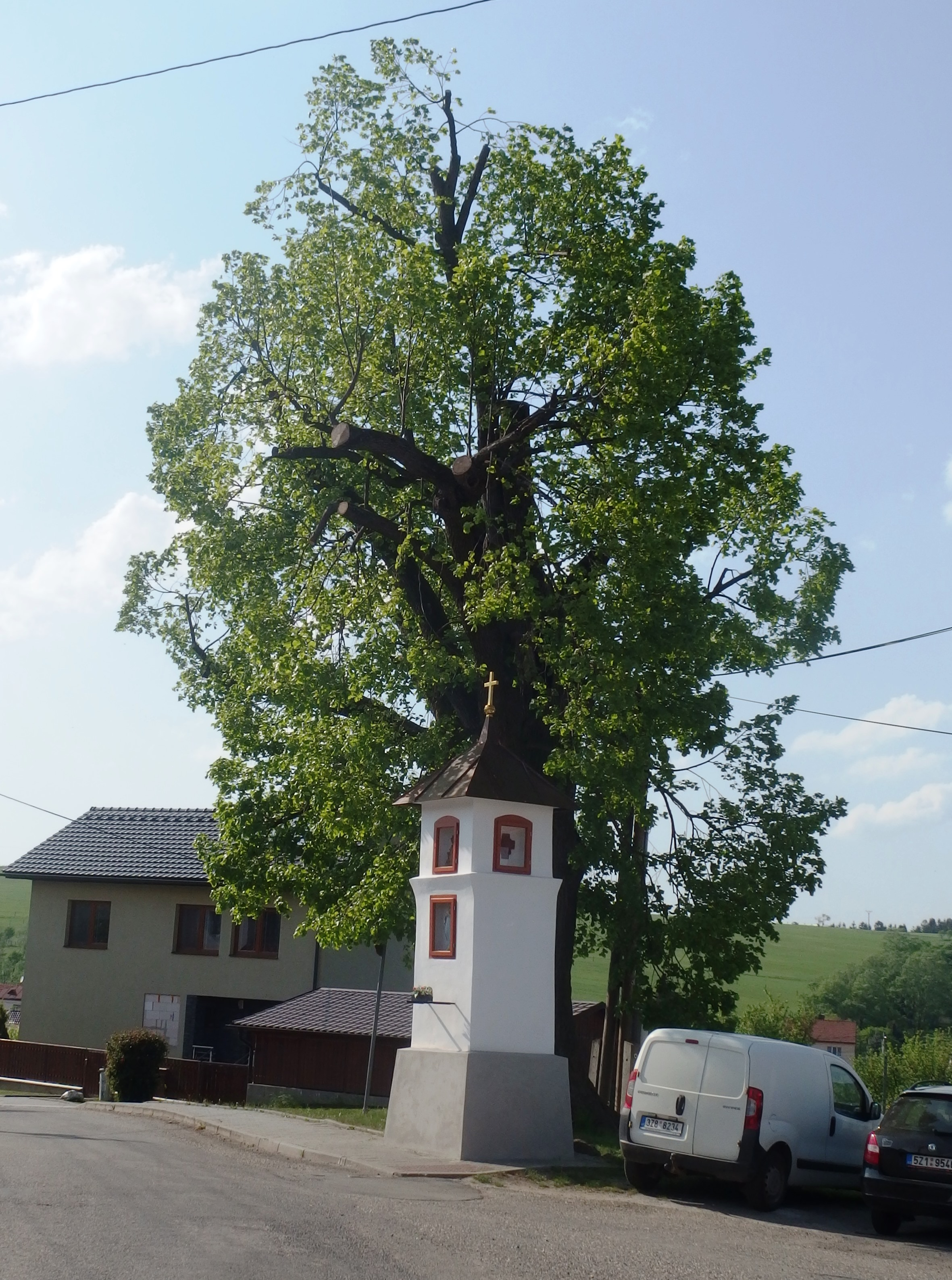
Boží muka a chráněná lípa
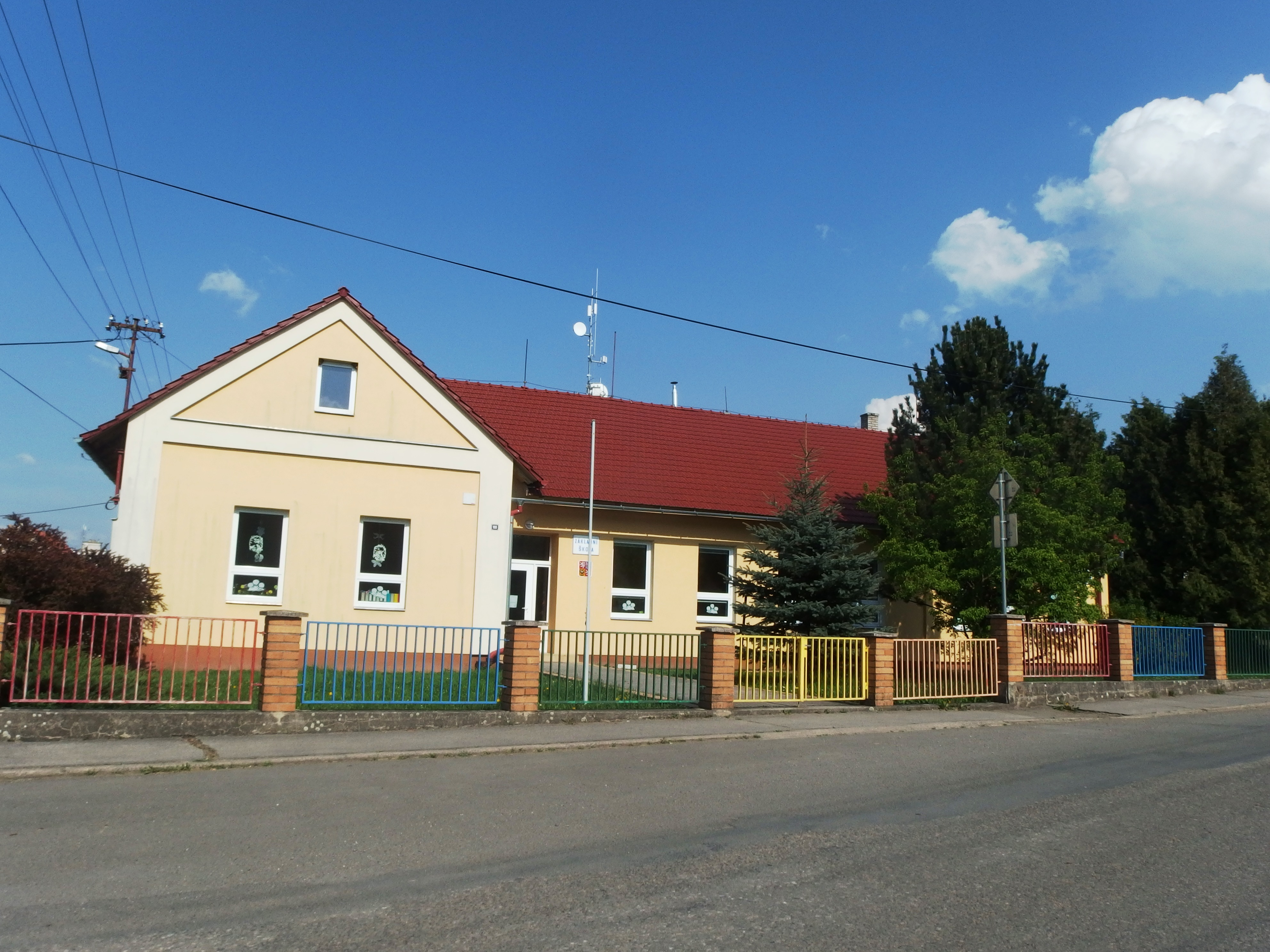
Škola
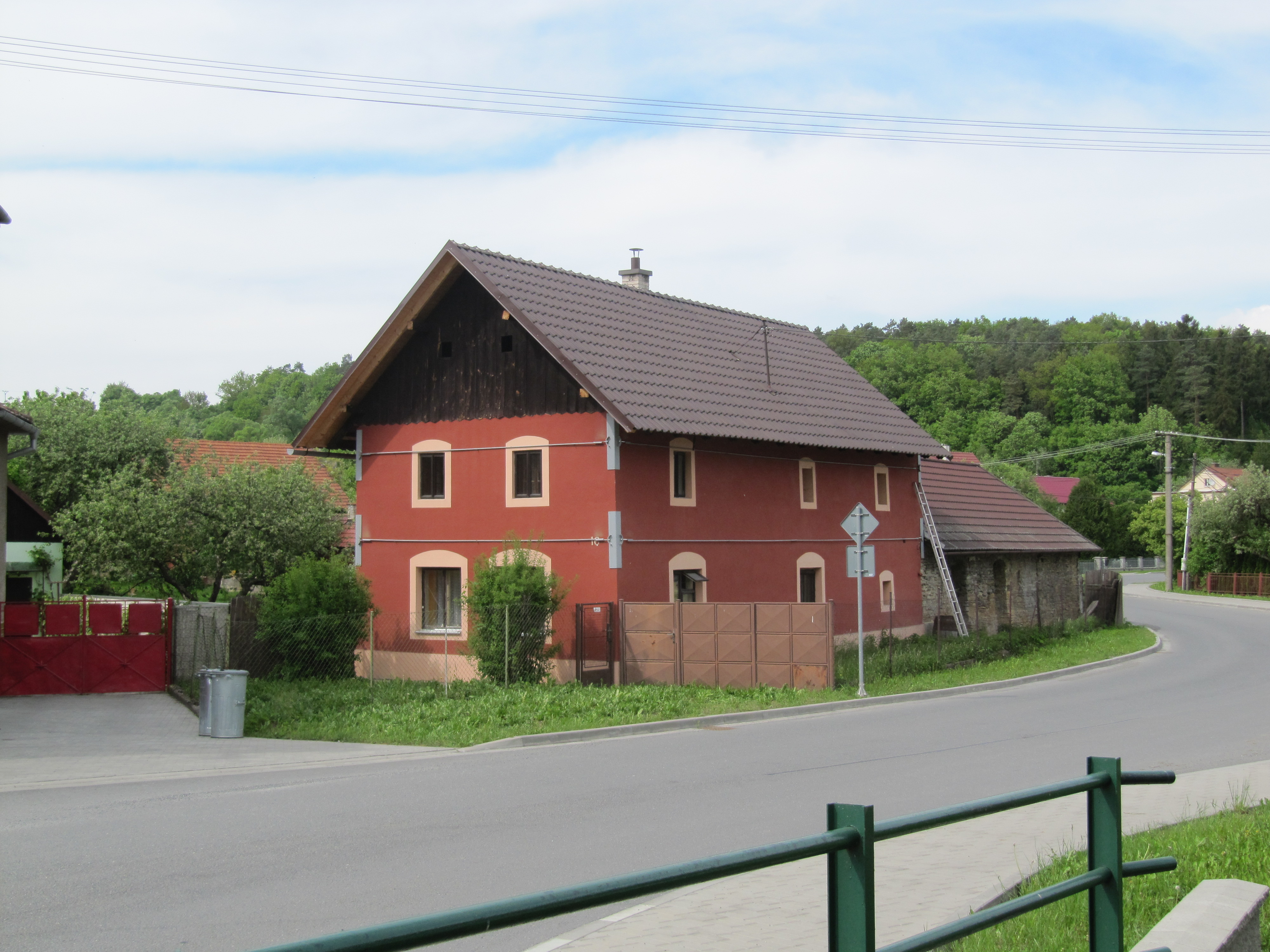
Dům č. p. 16
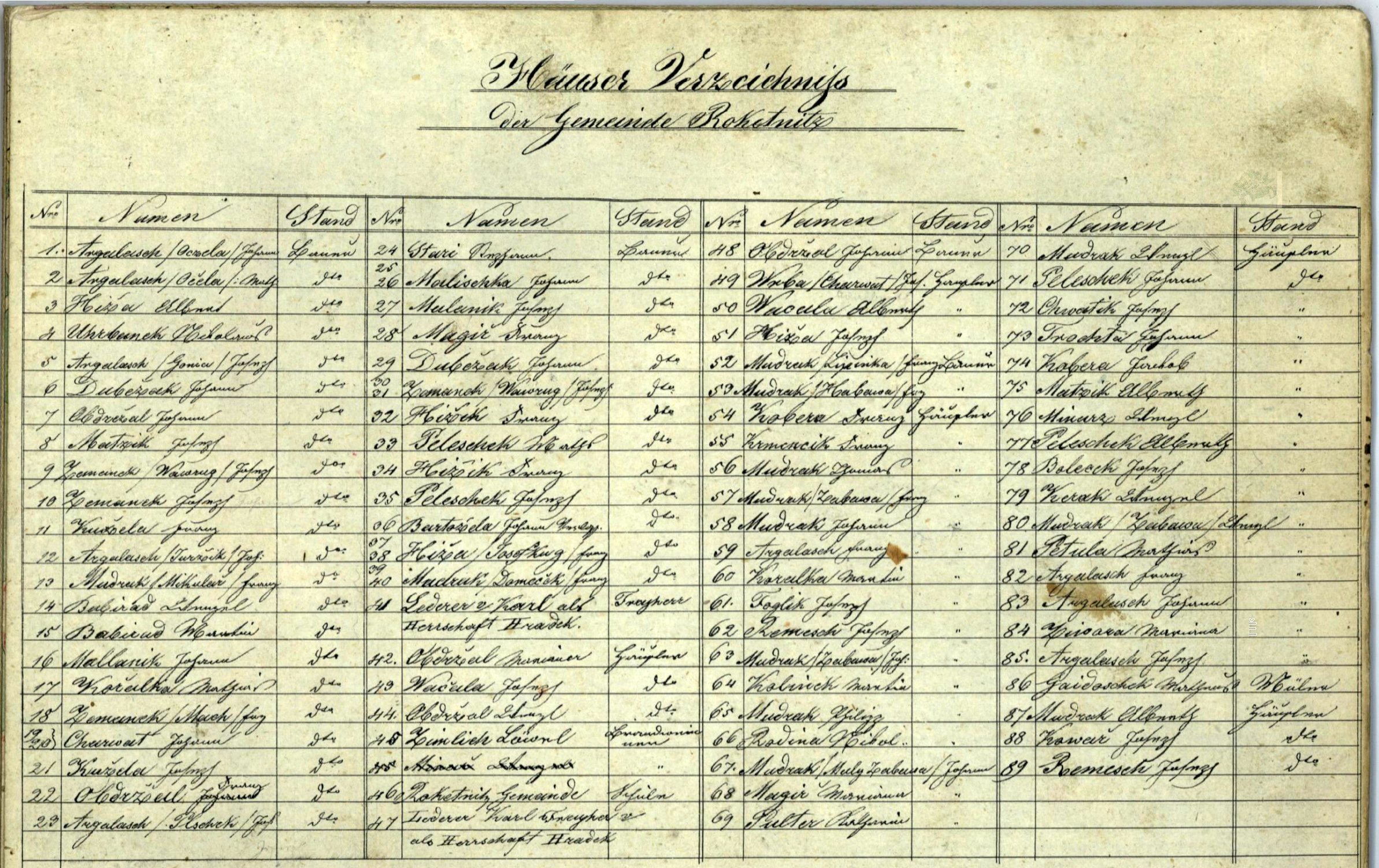
Rokytnice - seznam držitelů usedlostí v roce 1828